# Joel Ekstrand
Lars Hening Joel Ekstrand (Lund, Suecia, 4 de febrero de 1989) es un exfutbolista sueco que jugaba de defensa.
En octubre de 2019, el AIK Solna, club en el que militaba, anunció que habían llegado a un acuerdo para rescindir su contrato y que se retiraba debido a las constantes lesiones sufridas.

## Selección nacional
Ha sido internacional con la selección de fútbol de Suecia, ha jugado 2 partidos internacionales por dicho seleccionado y no ha anotado goles.

## Clubes
| Club             | País       | Año         |
| ---------------- | ---------- | ----------- |
| Helsingborgs IF  | Suecia     | 2008 - 2010 |
| Udinese          | Italia     | 2011 - 2013 |
| Watford (cedido) | Inglaterra | 2012 - 2013 |
| Watford          | Inglaterra | 2013 - 2016 |
| Bristol City     | Inglaterra | 2016 - 2017 |
| Rotherham United | Inglaterra | 2017        |
| AIK Solna        | Suecia     | 2018 - 2019 |

## Palmarés

### Títulos nacionales
| Título         | Club            | País   | Año  |
| -------------- | --------------- | ------ | ---- |
| Copa de Suecia | Helsingborgs IF | Suecia | 2010 |
| Allsvenskan    | AIK Solna       | Suecia | 2018 |